# سیارک ۲۳۰۱۱
سیارک ۲۳۰۱۱ (به انگلیسی: 23011 Petach، نامگذاری:1999VG163) بیست و سه هزار و یازدهمین سیارک کشف شده‌است که در ۱۴ نوامبر ۱۹۹۹ کشف شد.
قدر مطلق سیارک برابر ۱۳.۵ است.